# Ракетний удар по Слов'янську 14 квітня 2023 року
14 квітня 2023 року, близько 16:00 російські війська завдали ракетного удару по житловим будинкам у Слов'янську Донецької області.

## Хід подій
За даними Донецької обласної військової адміністрації, російські нацисти випустили по місту 8 ракет із зенітно-ракетного комплексу «С-300». Окупанти влучили в три п'ятиповерхових будинки, два з них — загорілися. Пожежники виїхали на місце події та згодом ліквідували полум'я. Рятувальні роботи із розбору завалів тривали кілька днів; рятувальники дістали 15 людей, 10 з яких загинули. Загалом, у результаті атаки загинуло 15 людей, ще 24 були поранені, серед жертв є дворічний хлопчик котрий помер у машині швидкої допомоги після того, як його дістали з-під завалів. Пошкоджено 5 багатоповерхівок і 5 приватних будинків, крамницю, господарський центр, клуб і 3 автівки.

## Реакція
Президент України Володимир Зеленський прокоментував обстріл:
|  | Держава-зло вкотре демонструє свою сутність. Просто серед дня вбиваючи людей. Руйнуючи, знищуючи все живе. За кожен прояв тероризму буде справедлива відповідальність. Жодного сліду рoсії на нашій землі не залишимо. І жодного ворога непокараним також не залишимо. |

Також президент наголосив, що атака була здійснена під час релігійного свята Великодня — у Страсну п'ятницю.